# Гундельфінген
Гундельфінген (нім. Gundelfingen) — громада в Німеччині, знаходиться в землі Баден-Вюртемберг. Підпорядковується адміністративному округу Фрайбург. Входить до складу району Брайсгау-Верхній Шварцвальд.
Площа — 14,28 км2. Населення становить 11 825 ос. (станом на 31 грудня 2020).